# Misumenops pallidus
Misumenops pallidus là một loài nhện trong họ Thomisidae.
Loài này thuộc chi Misumenops. Misumenops pallidus được Eugen von Keyserling miêu tả năm 1880.